# Hermannia lacera
Hermannia lacera là một loài thực vật có hoa trong họ Cẩm quỳ. Loài này được Fourc. mô tả khoa học đầu tiên.